# Ахаус
Ахаус (њем. Ahaus) град је у њемачкој савезној држави Северна Рајна-Вестфалија. Једно је од 17 општинских средишта округа Боркен. Према процјени из 2010. у граду је живјело 38.821 становника. Посједује регионалну шифру (AGS) 5554004, NUTS (DEA34) и LOCODE (DE AHA) код.

## Географија
Ахаус се налази у савезној држави Северна Рајна-Вестфалија у округу Боркен. Град се налази на надморској висини од 50 метара. Површина општине износи 151,2 km².

## Становништво
У самом граду је, према процјени из 2010. године, живјело 38.821 становника. Просјечна густина становништва износи 257 становника/km².

## Међународна сарадња
| Мјесто            | Држава    | Врста сарадње | Од    |
| ----------------- | --------- | ------------- | ----- |
| Нагеле            | Холандија | контакт       | 2000. |
| Хаксберген        | Холандија | партнерство   | 1988. |
| Аржантре ди Плеси | Француска | партнерство   | 1976. |
| Извор             |           |               |       |